# Clara Lago
Clara Lago Grau (Torrelodones, Madrid; 6 de marzo de 1990) es una actriz española. Es conocida principalmente por interpretar a Carol en El viaje de Carol (2002), Clara en Primos (2011), Gin en Tengo ganas de ti (2012), Amaia en Ocho apellidos vascos (2014) y en su secuela Ocho apellidos catalanes (2015) y Eva en la película estadounidense El pasajero (2018), así como por su participación en series de televisión como Compañeros (2000-2002), Los hombres de Paco (2007-2008), El vecino (2019-2021) y Limbo (2022).

## Biografía
Clara Lago nació en Torrelodones, un municipio cercano a Madrid, hija de un diseñador gráfico y de una cuentacuentos. Con apenas nueve años participó en varias series de televisión con papeles menores hasta su incorporación al elenco de Compañeros (Antena 3) como Desirée, la novia de Lolo. En la gran pantalla debutó en Terca vida (2000), una película coral en la que interpretó el papel de Bea junto a Santiago Ramos, Manuel Alexandre, Luisa Martín, Carl Johnson y otros. En 2002 protagonizó El viaje de Carol, película dirigida por Imanol Uribe. Su primer papel protagonista en el cine le valió para ser nominada al Goya de 2002 como Mejor actriz revelación.
En 2004 se estrenó La vida que te espera, dirigida por Manuel Gutiérrez Aragón y protagonizada por Juan Diego, Luis Tosar y Marta Etura. En 2004 y 2005 participó en diversas temporadas de Hospital Central como Candela, la hija de Cruz (Alicia Borrachero). En 2006 protagonizó Arena en los bolsillos, dirigida por César Martínez Herrada. En 2007 participó en la película El club de los suicidas, de Roberto Santiago. Este mismo año volvió a la televisión con Los hombres de Paco como Carlota Fernández, hermana secreta de Lucas (Hugo Silva).
En 2008 rodó El juego del ahorcado una película de Manuel Gómez Pereira, que protagoniza junto a Álvaro Cervantes, en el reparto también se encuentra la actriz Adriana Ugarte. Ese año se incorporó al reparto de LEX (Antena 3) junto a Javier Cámara, Santi Millán y Álex González, bajo las órdenes de Daniel Écija. En octubre de 2008 rodó El mal ajeno, producida por Alejandro Amenábar, compartiendo cartel con Belén Rueda y Eduardo Noriega.
En 2011 participó en la película Primos junto a Quim Gutiérrez, Raúl Arévalo, Antonio de la Torre e Inma Cuesta entre otros. Este mismo año protagonizó La cara oculta junto a Quim Gutiérrez, film por el que fue premiada como joven promesa del cine europeo en la Berlinale y que recibió un Premio Macondo otorgado por la Academia Colombiana de Artes y Ciencias Cinematográficas.
El 22 de junio de 2012 estrenó Tengo ganas de ti, la secuela de Tres metros sobre el cielo, la cual protagoniza junto a Mario Casas y María Valverde. Tengo ganas de ti fue la segunda película española más taquillera de su año. En noviembre de 2012 estrenó la película Fin, junto a Maribel Verdú y Daniel Grao. El 15 de noviembre de 2013 participó en la película ¿Quién mató a Bambi?. En 2014 estrenó una miniserie para Antena 3, El corazón del océano, de la mano de Hugo Silva y Álvaro Cervantes. Ese mismo año estrenó la cinta alemana Eltern, donde interpreta a una au pair argentina.
En 2014 estrenó la película Ocho apellidos vascos en el papel de Amaia, donde comparte protagonismo con Dani Rovira y Karra Elejalde entre otros. La comedia se acabó convirtiendo en la película más taquillera del cine español. Posteriormente, representó la obra de teatro La venus de las pieles dirigida por David Serrano. En noviembre de 2015 estrenó Ocho apellidos catalanes con el mismo papel que en Ocho apellidos vascos, interpretando a Amaia Zugasti. Ese mismo año participó en la película Ahora o nunca, dirigida por María Ripoll, donde interpretó a Tatiana. En abril de 2016 estrenó Al final del túnel junto al actor Leonardo Sbaraglia, entre otros actores argentinos. Para la película tuvo que trabajar con acento argentino.
En 2017 dobló a Cleopatra VII en el videojuego Assassin's Creed: Origins. Ese mismo año participó en la serie americana The Librarians, interpretando a Estrella. En 2018 participó en la cinta estadounidense El pasajero, protagonizada por Liam Neeson, Vera Farmiga y Sam Neill, donde interpretó a Eva. Ese año también se anunció su papel protagónico en una serie de The CW Playing Dead, que llegó a grabar el episodio piloto, pero que finalmente fue cancelada.
En 2019 protagonizó las películas Gente que viene y bah de Patricia Font y El cuento de las comadrejas de Juan José Campanella. En diciembre de ese año estrenó la serie original de Netflix El Vecino, donde interpretó a Lola durante sus dos temporadas. En 2020 protagonizó Crónica de una tormenta en Argentina, interpretando a Miky. En enero de 2021 se anunció su incorporación como personaje protagonista a la serie original de Star+ Limbo, interpretando a Sofía. En 2022 participó en la película Amores permitidos.
En 2024 presentó en el BCN Film Fest la comedia romántica Books and Drinks, la cual protagoniza. Unos meses más tarde, en junio, se estrenó en Netflix la serie Clanes, donde interpreta a Ana, una abogada de pasado oscuro que acaba de mudarse al pueblo gallego de Cambados, conocido por el narcotráfico.

## Vida personal
En marzo de 2017 inició una dieta vegana por una decisión ética y ecologista que le aporta tranquilidad de conciencia, también dice que se siente llena de energía y que está perfecta de salud.
Mantuvo una relación sentimental con el también actor Dani Rovira, quienes se conocieron rodando la taquillera película Ocho apellidos vascos, finalizando la relación en 2019.

### Proyectos filantrópicos
En 2017, fundó junto a Dani Rovira la «Fundación Ochotumbao» como una vía para atender y colaborar en proyectos dirigidos a mejorar la vida de las personas más desfavorecidas, la conservación del medio ambiente y la defensa de los animales. Entre otros, en su primer año realizaron campañas de apoyo a Save the Children, a la investigación del Síndrome de Rett y diferentes asociaciones animalistas.

## Filmografía

### Cine
| Año  | Título                      | Personaje        | Notas      |
| ---- | --------------------------- | ---------------- | ---------- |
| 2000 | Terca vida                  | Bea              | Voz        |
| 2002 | El viaje de Carol           | Carol            |            |
| 2004 | La vida que te espera       | Genia            |            |
| 2006 | Arena en los bolsillos      | Elena            |            |
| 2007 | El club de los suicidas     | Laura            |            |
| 2008 | El juego del ahorcado       | Sandra           |            |
| 2010 | El mal ajeno                | Ainhoa           |            |
| 2011 | Primos                      | Clara            |            |
| 2011 | La cara oculta              | Belén Echeverría |            |
| 2012 | Tengo ganas de ti           | Ginebra «Gin»    |            |
| 2012 | Fin                         | Eva              |            |
| 2013 | Eltern                      | Isabel           |            |
| 2013 | ¿Quién mató a Bambi?        | Mati             |            |
| 2014 | Ocho apellidos vascos       | Amaia Zugasti    |            |
| 2015 | Against the Jab             | Penelope         |            |
| 2015 | Ahora o nunca               | Tatiana          |            |
| 2015 | Extinction                  | Mujer            |            |
| 2015 | Ocho apellidos catalanes    | Amaia Zugasti    |            |
| 2015 | Perevodchik                 | Ágata            |            |
| 2016 | Al final del túnel          | Berta            |            |
| 2017 | Órbita 9                    | Helena           |            |
| 2018 | El pasajero                 | Eva              |            |
| 2018 | Todos los caminos           | Ella misma       | Documental |
| 2019 | Gente que viene y bah       | Bea Vélez        |            |
| 2019 | El cuento de las comadrejas | Bárbara Otamendi |            |
| 2020 | Crónica de una tormenta     | Miky             |            |
| 2022 | Amores permitidos           | Macarena Barrios |            |
| 2024 | Books and Drinks            | Rachel           |            |

### Televisión
| Año       | Título                | Personaje            | Notas                                     |
| --------- | --------------------- | -------------------- | ----------------------------------------- |
| 2000      | Manos a la obra       | Estela               | 1 episodio                                |
| 2000–2002 | Compañeros            | Desiré Sánchez       | Recurrente (T6-T9); 15 episodios          |
| 2004–2007 | Hospital Central      | Candela Rodríguez    | Recurrente (T7-T13); 23 episodios         |
| 2007–2008 | Los hombres de Paco   | Carlota Fernández    | Recurrente (T4-T6); 19 episodios          |
| 2008      | LEX                   | Eli Estrada          | Elenco principal; 16 episodios            |
| 2010      | Las chicas de oro     | Lucía                | 1 episodio                                |
| 2014      | El corazón del océano | Ana de Rojas         | Elenco principal (miniserie); 6 episodios |
| 2016      | Web Therapy           | Angelines «Nines»    | 2 episodios                               |
| 2017      | The Librarians        | Estrella             | 1 episodio                                |
| 2018      | Playing Dead          | Isabel               | Piloto no emitido                         |
| 2019–2021 | El vecino             | Lola                 | Elenco principal; 18 episodios            |
| 2022      | Limbo                 | Sofía «Sou» Castelló | Protagonista; 10 episodios                |
| 2023      | Citas Barcelona       | Laura                | Aparición especial; 1 episodio            |
| 2024      | Clanes                | Ana González         | Protagonista; 7 episodios                 |

### Teatro
| Año  | Título                 | Director      | Personaje |
| ---- | ---------------------- | ------------- | --------- |
| 2013 | Shopping & Fucking     | Oriol Rovira  | Lulú      |
| 2014 | La venus de las pieles | David Serrano | Vanda     |

## Premios y nominaciones
Premios Goya
| Año  | Categoría               | Película          | Resultado |
| ---- | ----------------------- | ----------------- | --------- |
| 2002 | Mejor actriz revelación | El viaje de Carol | Nominada  |

Festival de Cine Español de Toulouse
| Año  | Categoría               | Película              | Resultado |
| ---- | ----------------------- | --------------------- | --------- |
| 2004 | Mejor actriz revelación | La vida que te espera | Ganadora  |

Festival Solidario de Cine Español
| Año  | Categoría                             | Película              | Resultado |
| ---- | ------------------------------------- | --------------------- | --------- |
| 2009 | Jóvenes actores del cine español 2008 | El juego del ahorcado | Ganadora  |

Festival Internacional de Cine de Berlín
| Año  | Categoría                      | Película       | Resultado |
| ---- | ------------------------------ | -------------- | --------- |
| 2012 | Joven promesa del cine europeo | La cara oculta | Ganadora  |

Premios Macondo
| Año  | Categoría               | Película       | Resultado |
| ---- | ----------------------- | -------------- | --------- |
| 2012 | Mejor actriz de reparto | La cara oculta | Ganadora  |

Neox Fan Awards
| Año  | Categoría            | Película          | Resultado |
| ---- | -------------------- | ----------------- | --------- |
| 2012 | Mejor actriz de cine | Tengo ganas de ti | Nominada  |
| 2013 | Mejor actriz de cine | Fin               | Ganadora  |
| 2015 | Mejor actriz de cine | Ahora o nunca     | Nominada  |

Premios Unión de Actores
| Año  | Categoría                         | Película               | Resultado |
| ---- | --------------------------------- | ---------------------- | --------- |
| 2014 | Mejor actriz protagonista de cine | Ocho apellidos vascos  | Nominada  |
| 2014 | Mejor actriz revelación de teatro | La venus de las pieles | Nominada  |